# مالمی

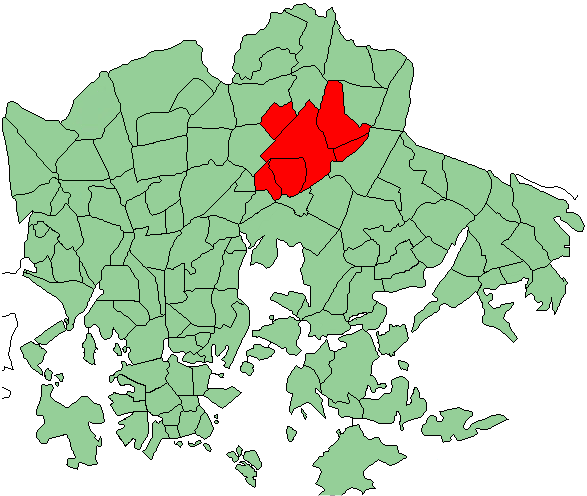
موقعیت مالْمی در نقشه هلسینکی

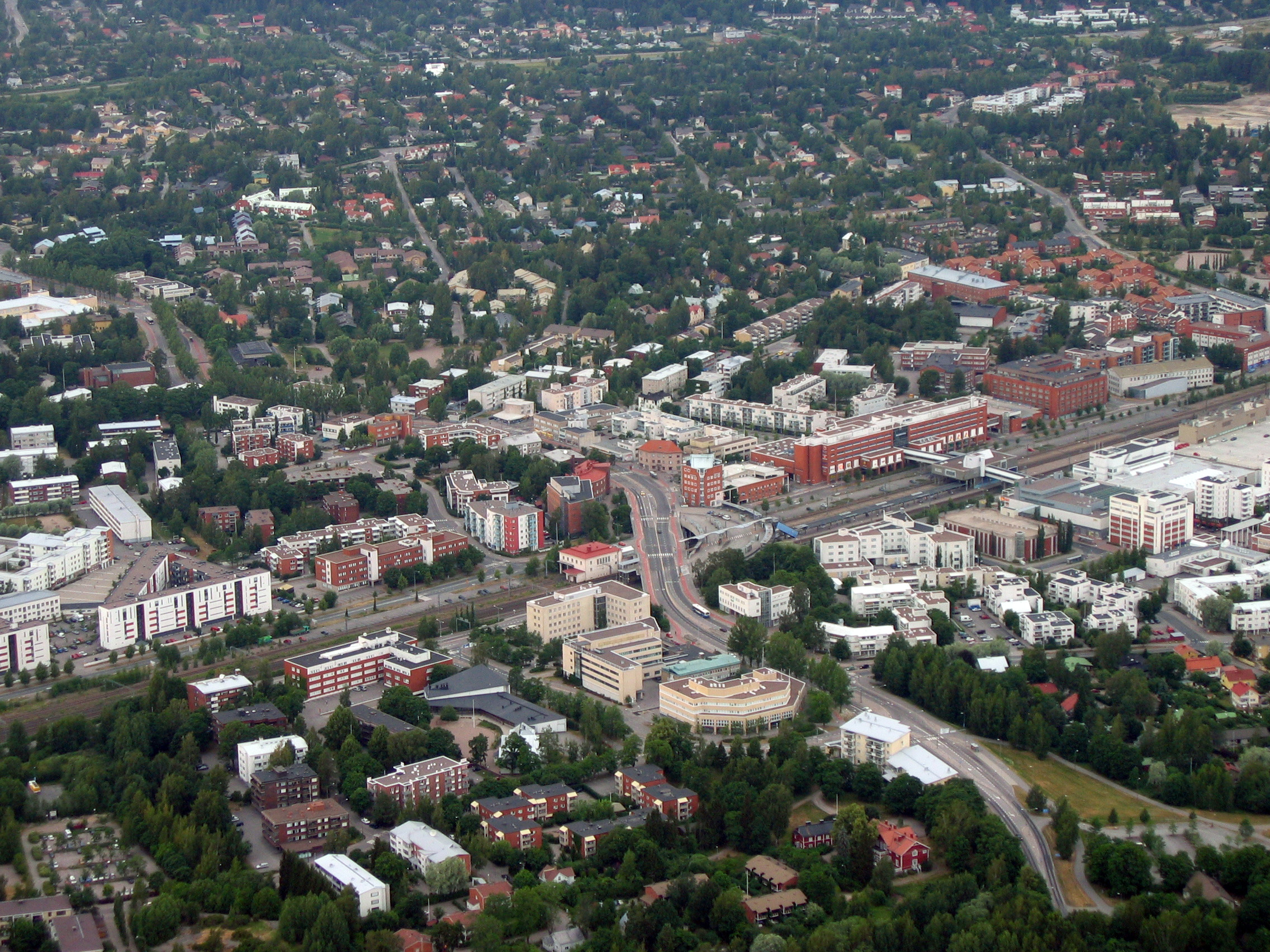
نمایی هوایی از مرکز مالْمی

مالْمی (فنلاندی: [ˈmɑlmi] ; سوئدی: Malm (فنلاندی: Malmin kaupunginosa)) یک منطقه بزرگ در قسمت شمال شرقی هلسینکی در فنلاند با ۲۴۳۱۲ نفر جمعیت است. مالمی به شش ناحیه تقسیم می‌شود: مالمی شمالی، مالمی جنوبی، پیهلایامکی، تاتتاریهاریو، فرودگاه هلسینکی-مالمی و پیهلایستو.

## نگارخانه

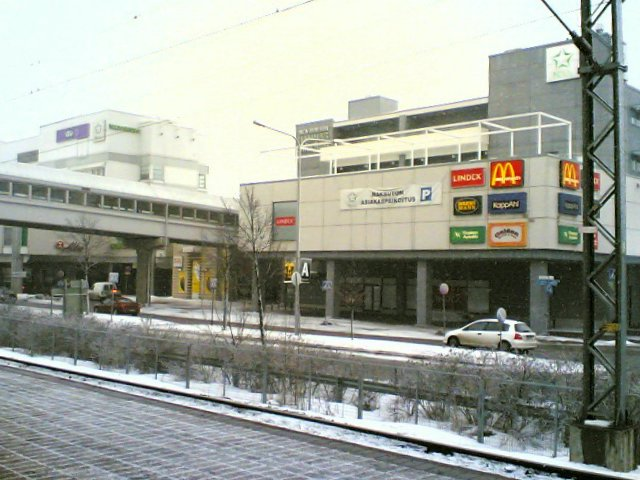
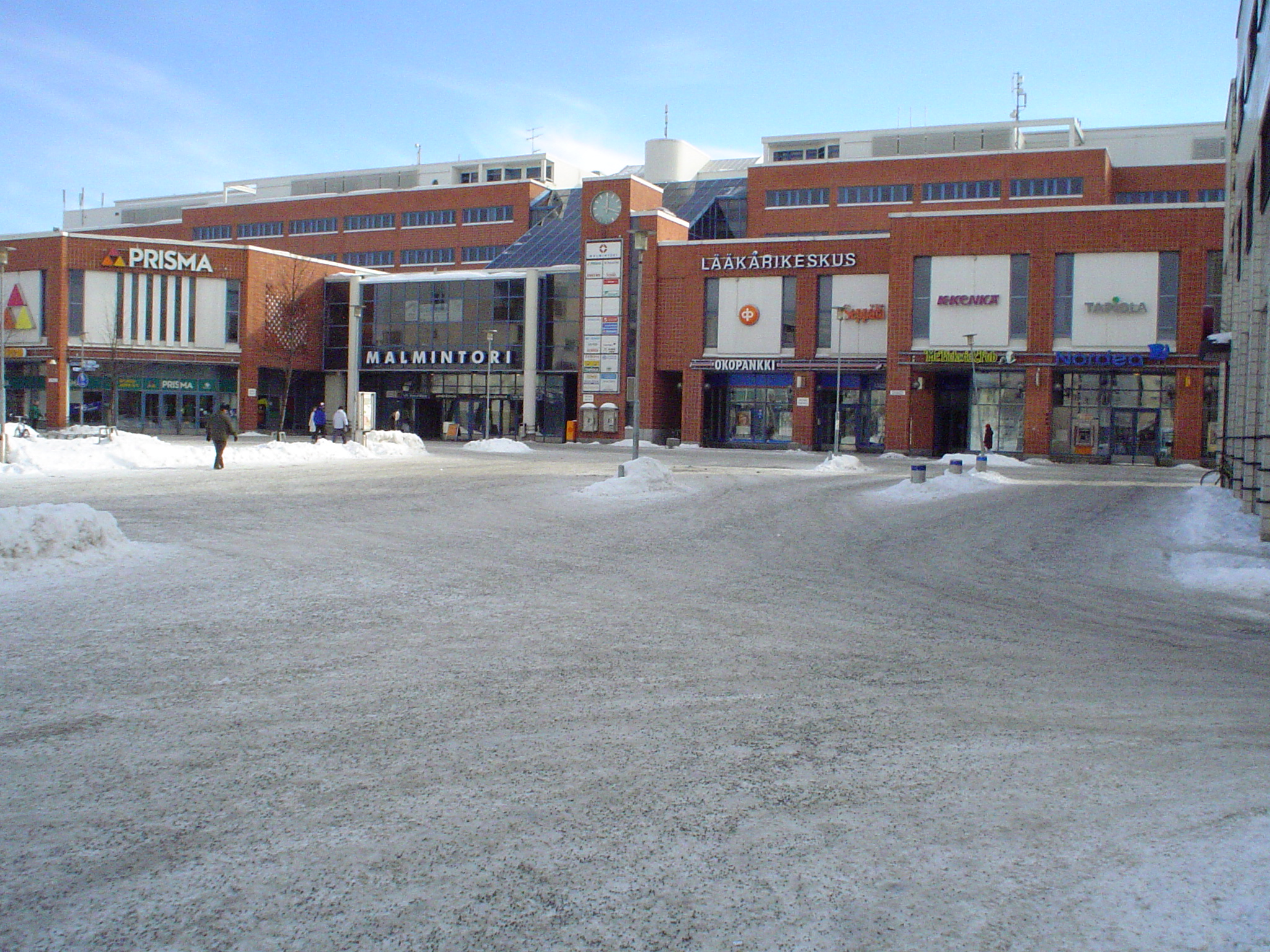
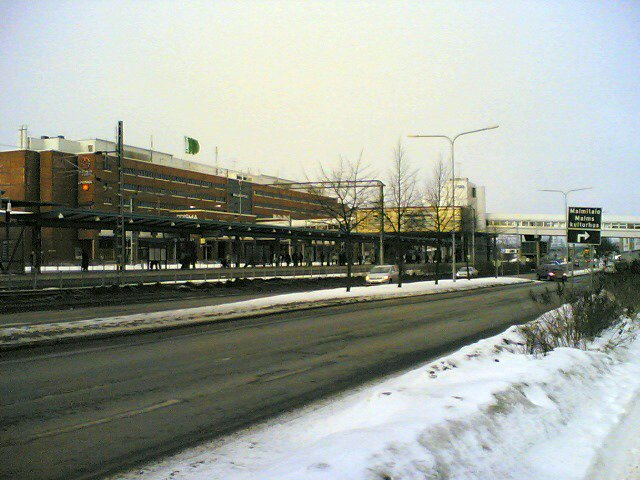
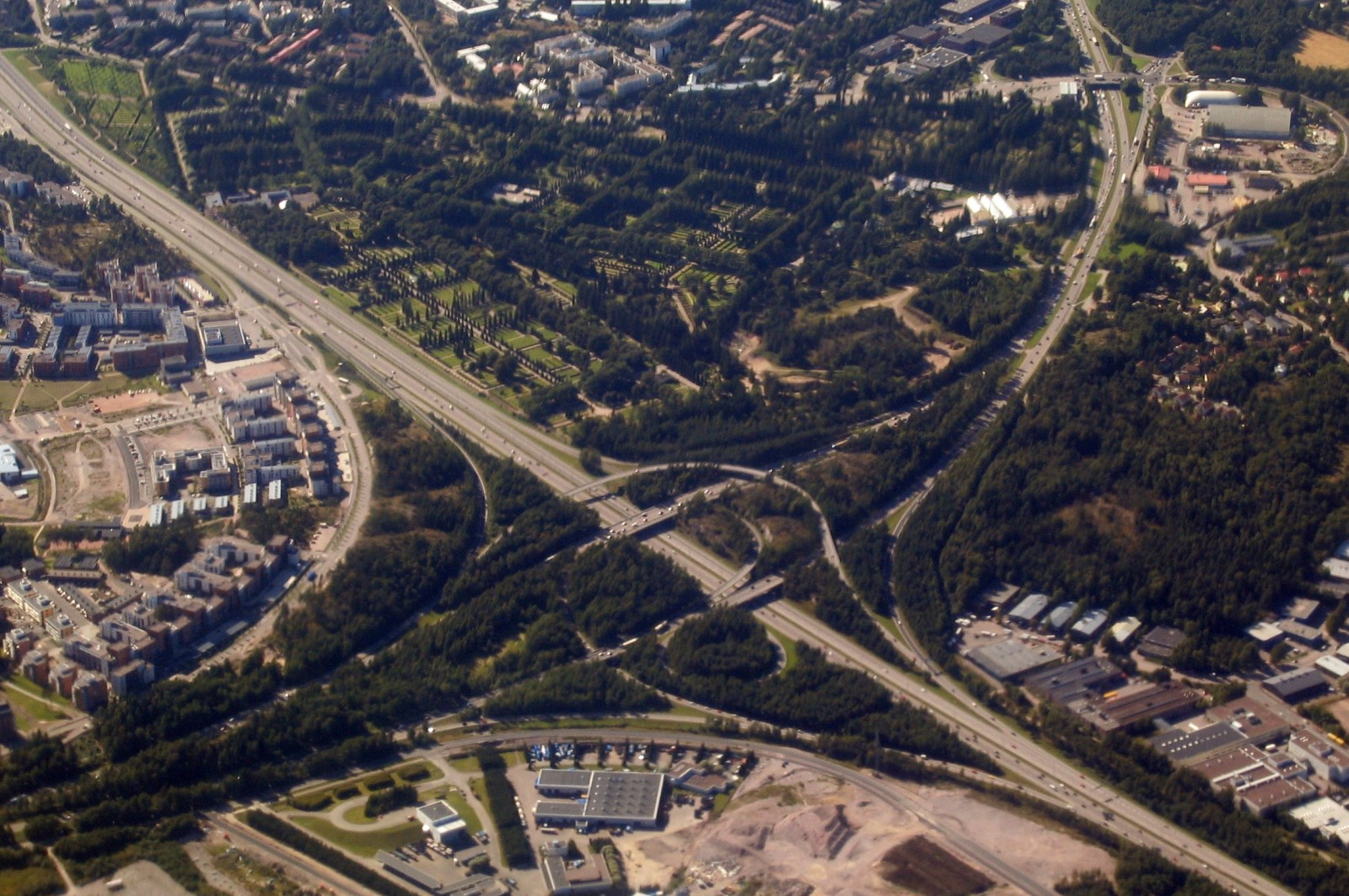
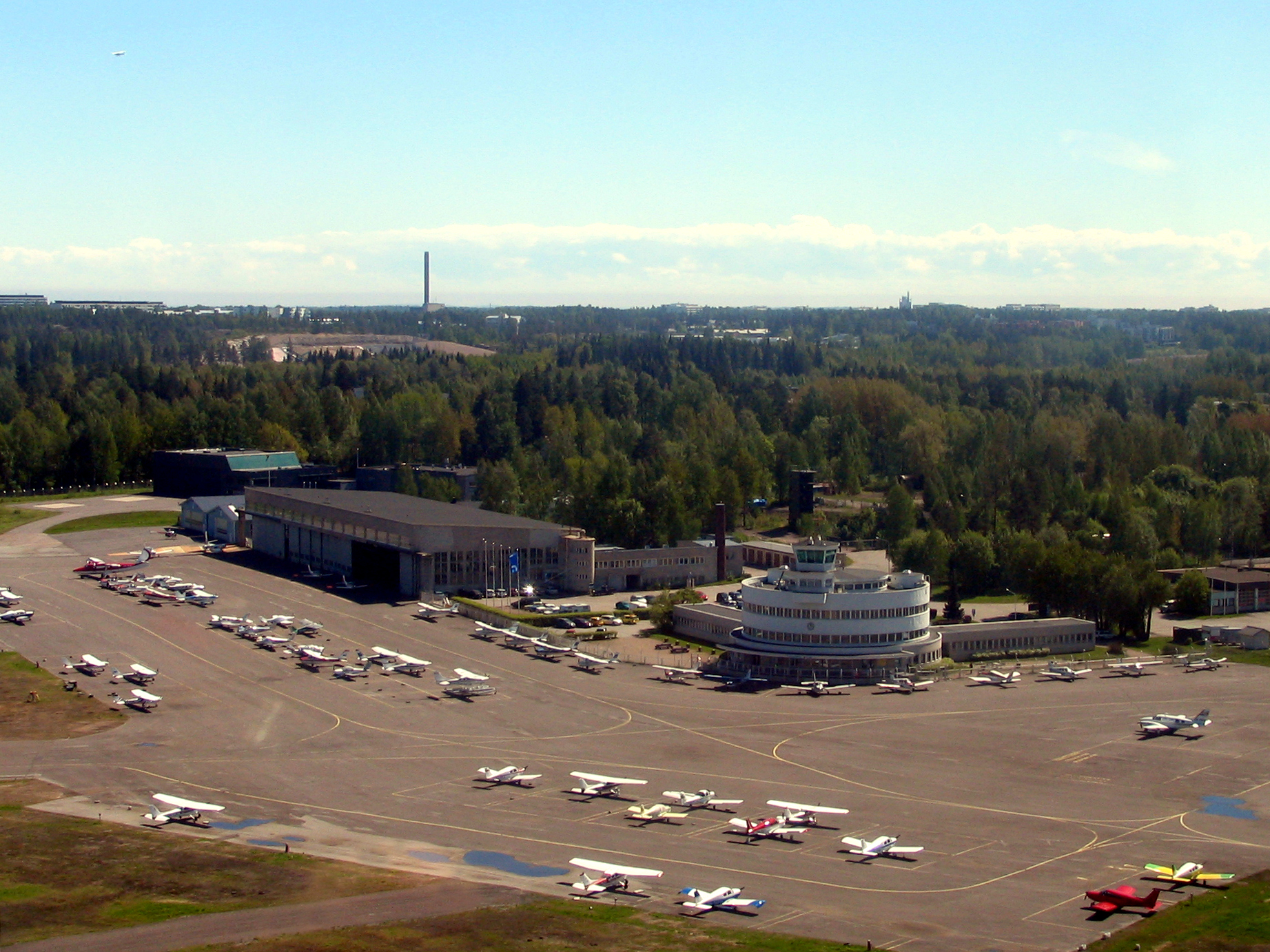
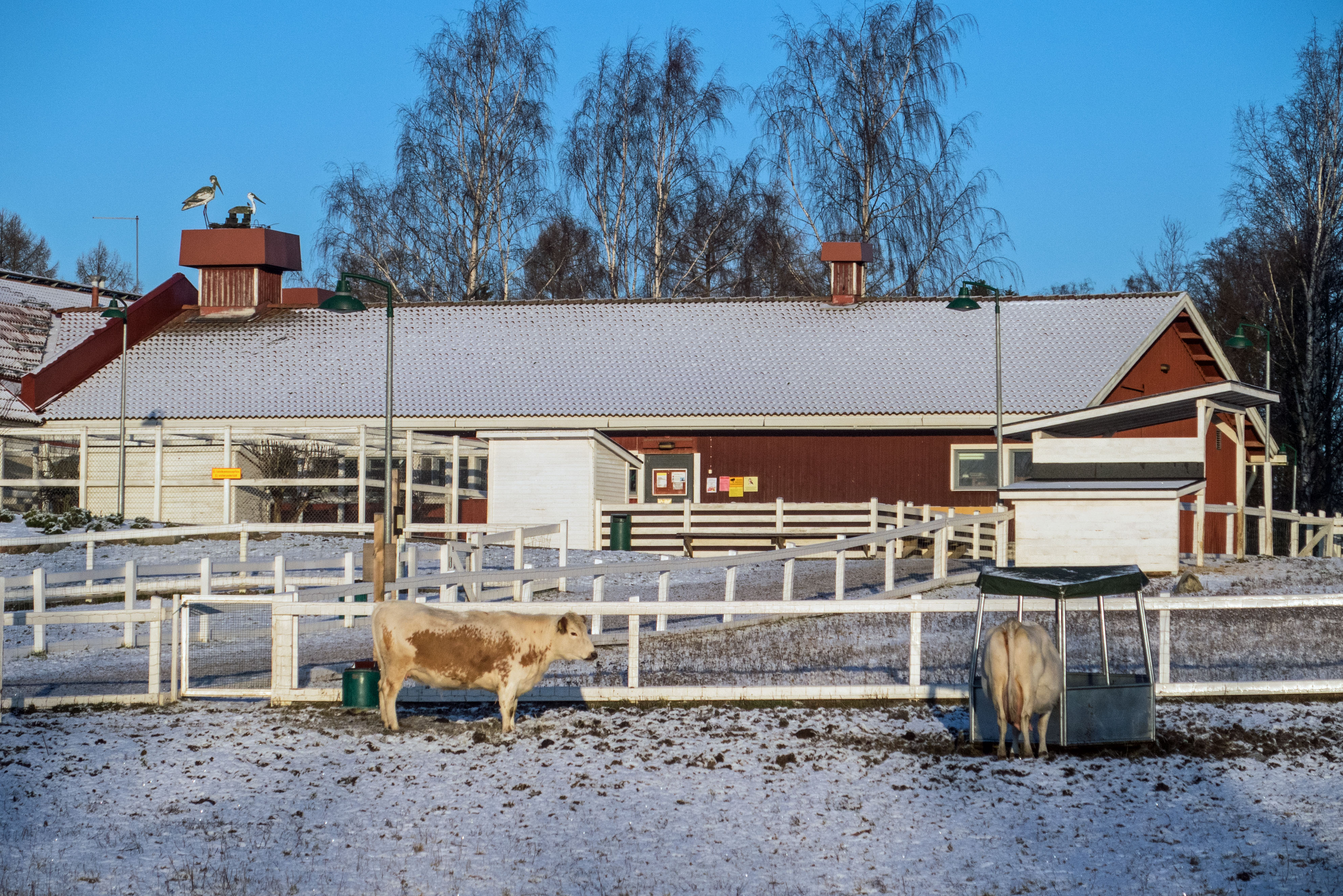
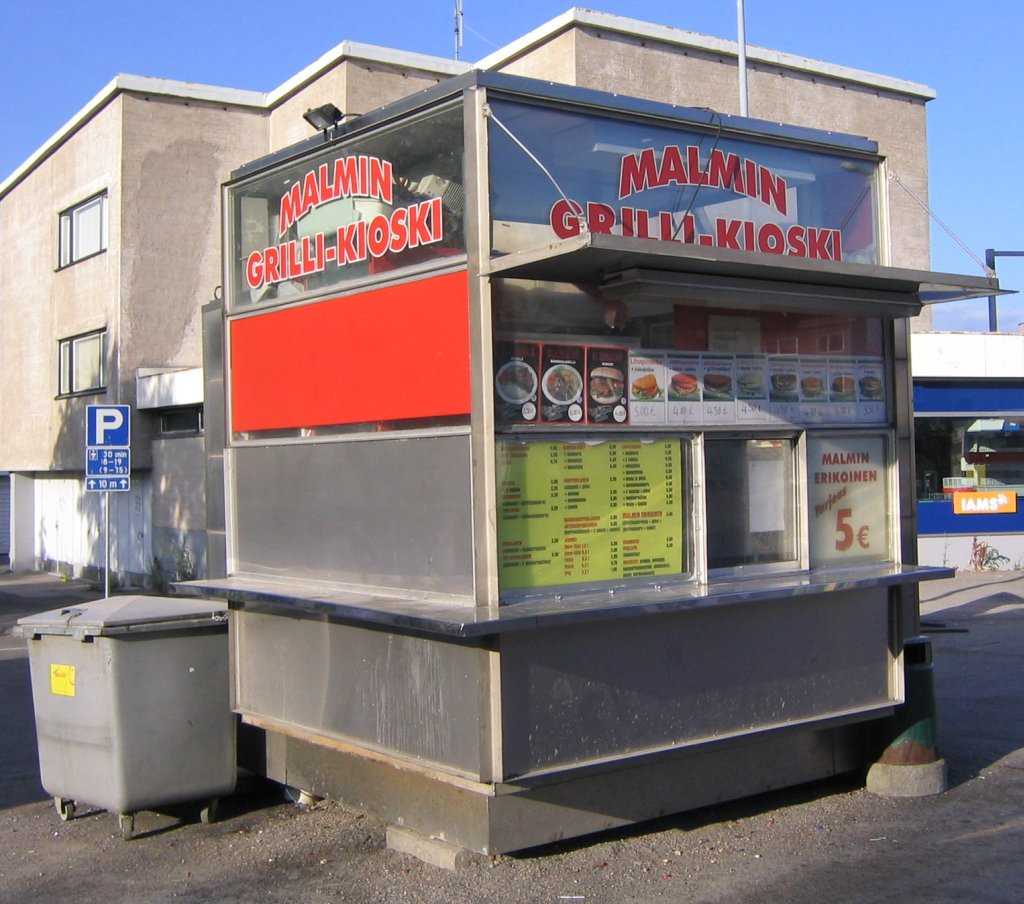